# Sylvilagus cognatus
Espèce
Statut de conservation UICN

 EN B1ab(iii) : En danger
Sylvilagus cognatus est une espèce de lapins de la famille des Léporidés. Elle est endémique du Nouveau-Mexique aux États-Unis.